# Mazerolles (Viena)
Mazerolles és un municipi francès situat al departament de la Viena i a la regió de la Nova Aquitània. L'any 2007 tenia 782 habitants.

## Demografia

### Població
El 2007 la població de fet de Mazerolles era de 782 persones. Hi havia 328 famílies de les quals 92 eren unipersonals (32 homes vivint sols i 60 dones vivint soles), 104 parelles sense fills, 120 parelles amb fills i 12 famílies monoparentals amb fills.
La població ha evolucionat segons el següent gràfic:
Habitants censats

### Habitatges
El 2007 hi havia 429 habitatges, 333 eren l'habitatge principal de la família, 50 eren segones residències i 46 estaven desocupats. 426 eren cases i 3 eren apartaments. Dels 333 habitatges principals, 255 estaven ocupats pels seus propietaris, 71 estaven llogats i ocupats pels llogaters i 7 estaven cedits a títol gratuït; 2 tenien una cambra, 10 en tenien dues, 59 en tenien tres, 107 en tenien quatre i 156 en tenien cinc o més. 255 habitatges disposaven pel capbaix d'una plaça de pàrquing. A 124 habitatges hi havia un automòbil i a 176 n'hi havia dos o més.

### Piràmide de població
La piràmide de població per edats i sexe el 2009 era:
| Homes | Edats   | Dones |
| ----- | ------- | ----- |
| 0     | 95 o +  | 0     |
| 0     | 90 a 94 | 0     |
| 12    | 85 a 89 | 8     |
| 0     | 80 a 84 | 12    |
| 24    | 75 a 79 | 28    |
| 20    | 70 a 74 | 36    |
| 12    | 65 a 69 | 16    |
| 16    | 60 a 64 | 16    |
| 4     | 55 a 59 | 4     |
| 12    | 50 a 54 | 16    |
| 48    | 45 a 49 | 32    |
| 36    | 40 a 44 | 28    |
| 32    | 35 a 39 | 16    |
| 24    | 30 a 34 | 40    |
| 20    | 25 a 29 | 12    |
| 36    | 20 a 24 | 24    |
| 32    | 15 a 19 | 20    |
| 28    | 10 a 14 | 12    |
| 20    | 5 a 9   | 32    |
| 12    | 0 a 4   | 16    |

## Economia
El 2007 la població en edat de treballar era de 508 persones, 372 eren actives i 136 eren inactives. De les 372 persones actives 347 estaven ocupades (198 homes i 149 dones) i 26 estaven aturades (11 homes i 15 dones). De les 136 persones inactives 54 estaven jubilades, 38 estaven estudiant i 44 estaven classificades com a «altres inactius».

### Ingressos
El 2009 a Mazerolles hi havia 346 unitats fiscals que integraven 819 persones, la mediana anual d'ingressos fiscals per persona era de 17.077 €.

### Activitats econòmiques
Dels 20 establiments que hi havia el 2007, 2 eren d'empreses extractives, 2 d'empreses de fabricació d'altres productes industrials, 6 d'empreses de construcció, 1 d'una empresa d'hostatgeria i restauració, 2 d'empreses immobiliàries, 2 d'empreses de serveis, 1 d'una entitat de l'administració pública i 4 d'empreses classificades com a «altres activitats de serveis».
Dels 6 establiments de servei als particulars que hi havia el 2009, 1 era un paleta, 2 guixaires pintors, 1 electricista, 1 perruqueria i 1 saló de bellesa.
L'any 2000 a Mazerolles hi havia 12 explotacions agrícoles que ocupaven un total de 736 hectàrees.

## Equipaments sanitaris i escolars
El 2009 hi havia una escola elemental.

## Poblacions més properes
El següent diagrama mostra les poblacions més properes.